# Amorphoscelis pallida
Amorphoscelis pallida es una especie de mantis de la familia Amorphoscelidae.

## Distribución geográfica
Se encuentra en Camerún y Nigeria.